# Шишкові горби
Ши́шкові горби́ — геологічна пам'ятка природи місцевого значення в Україні. Розташована в межах Дністровського району (до 2020 року Кельменецький район) Чернівецької області, на північ від села Нагоряни.
Площа 12 га. Статус надано 1979 року. Перебуває у віданні Грушовецької сільської ради.

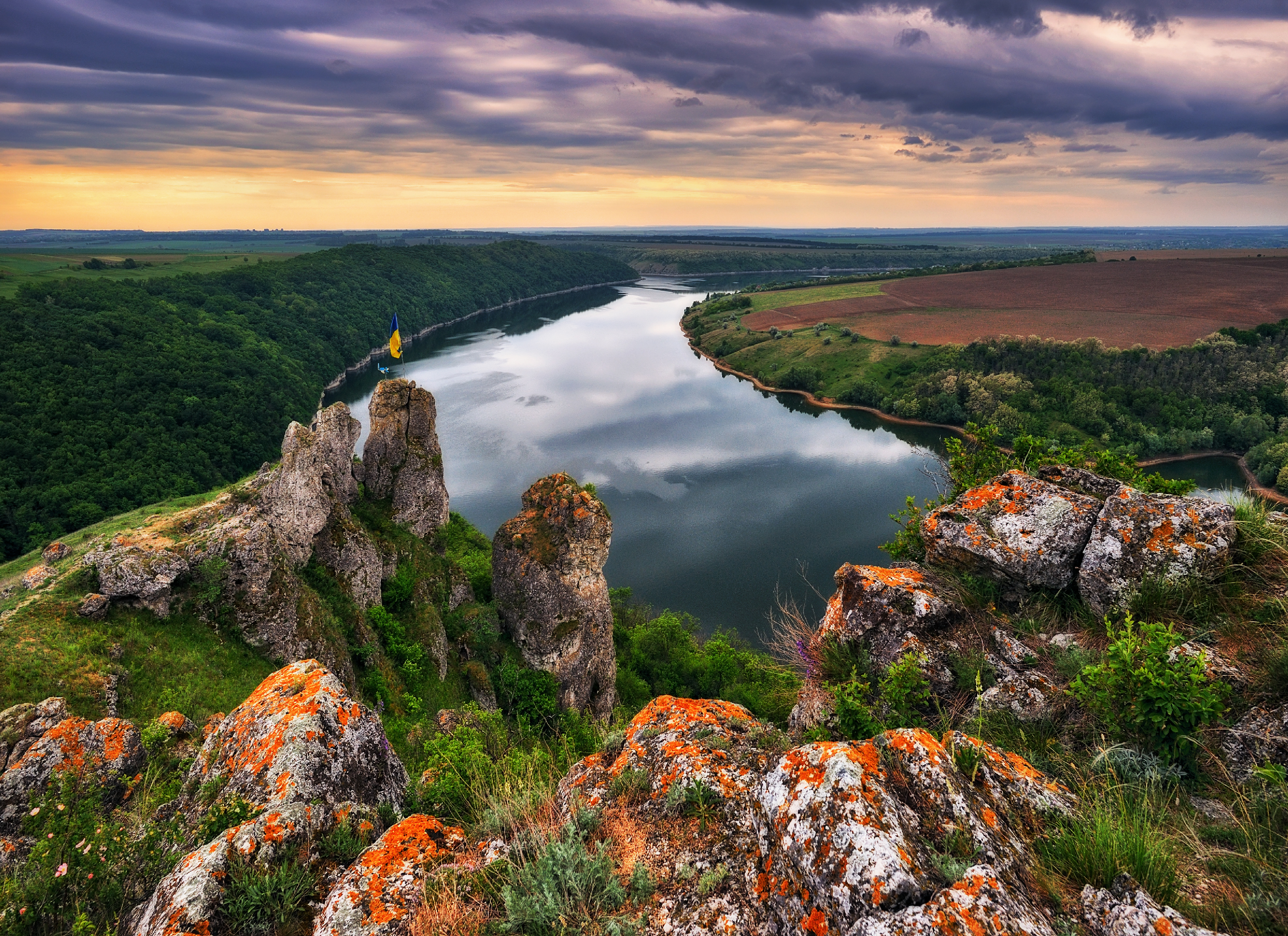
Травневий ранок (2018)

Статус надано з метою збереження ерозійних вапнякових останців — частини Товтрової гряди. Останці розташовані вздовж правого стрімкого берега Дністра, який утворює тут глибоко врізаний, овальної форми меандр. Горби мають форму конусів зі скельними утвореннями і підносяться над довколишньою місцевістю на 5—35 м. Є місцем зростання рідкісної літофітної рослинності.

## Галерея

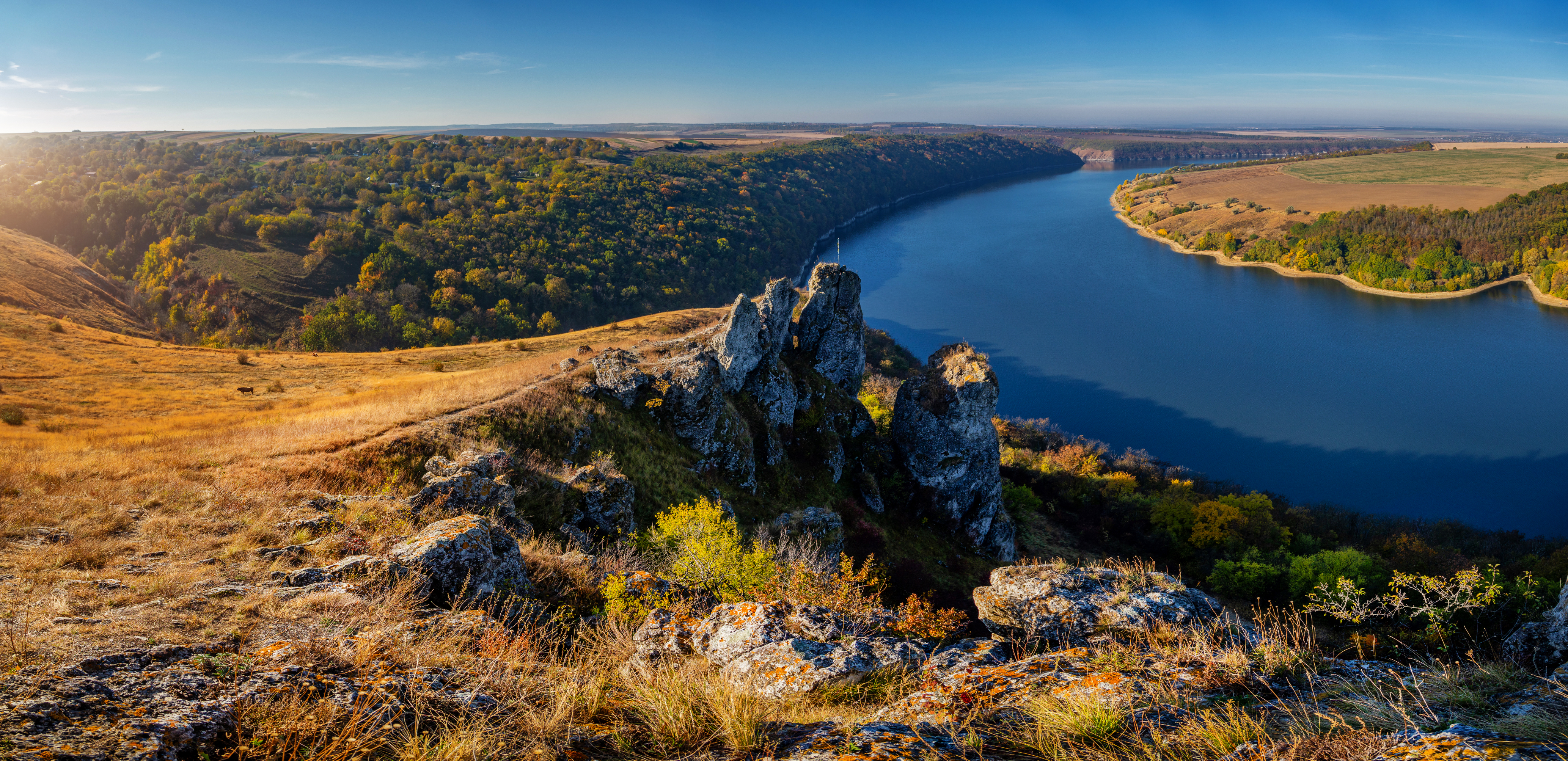
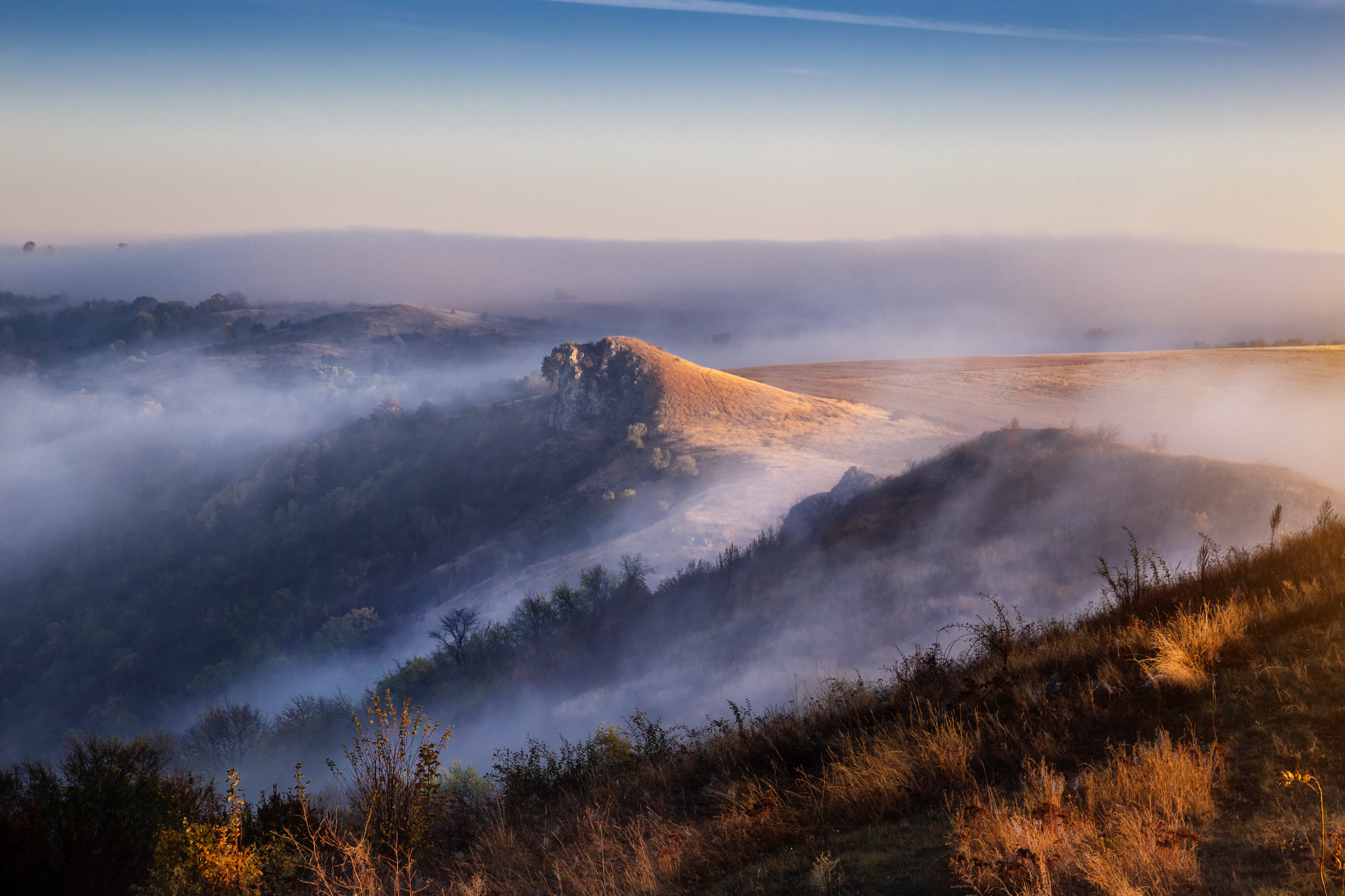
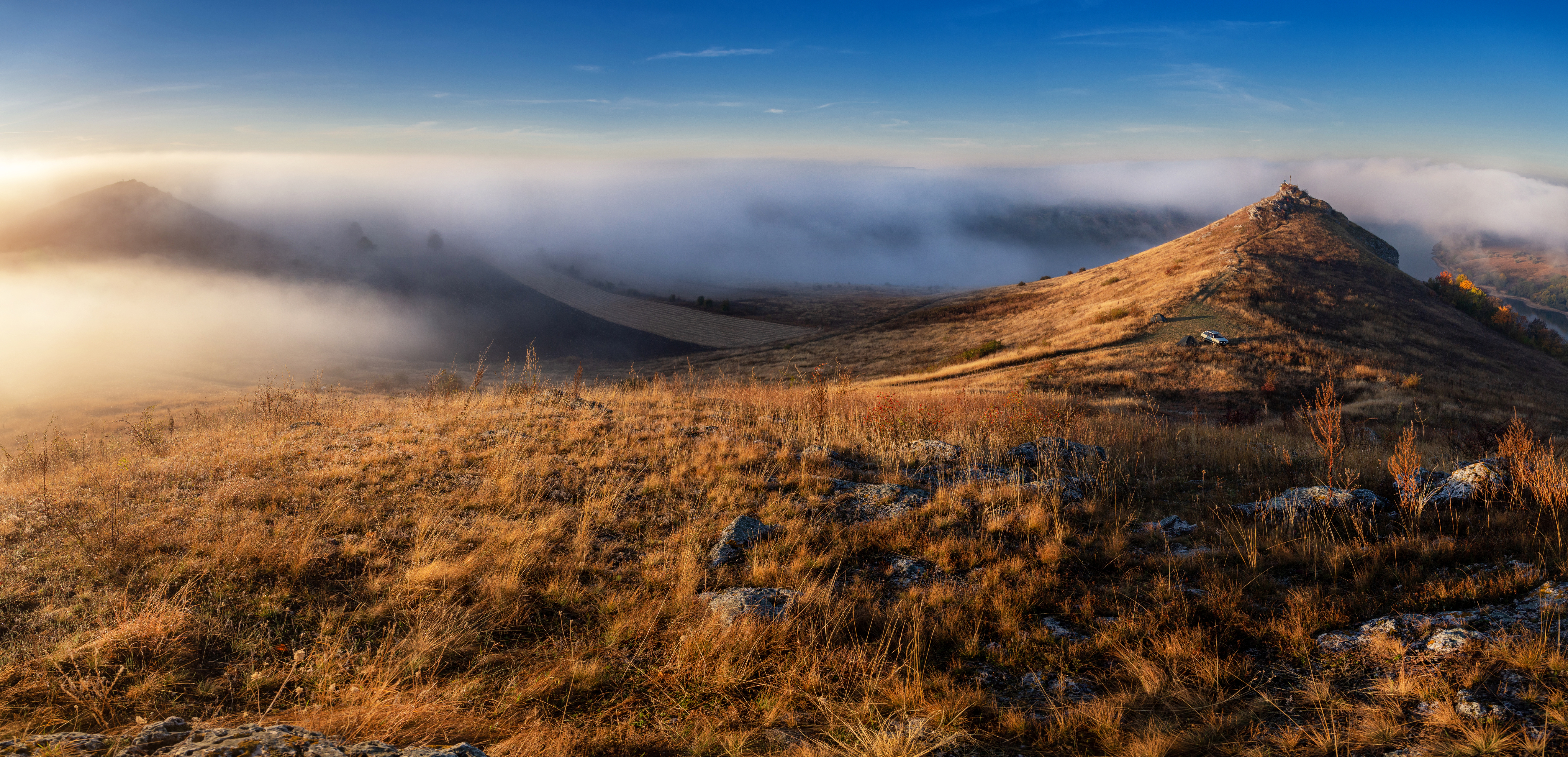
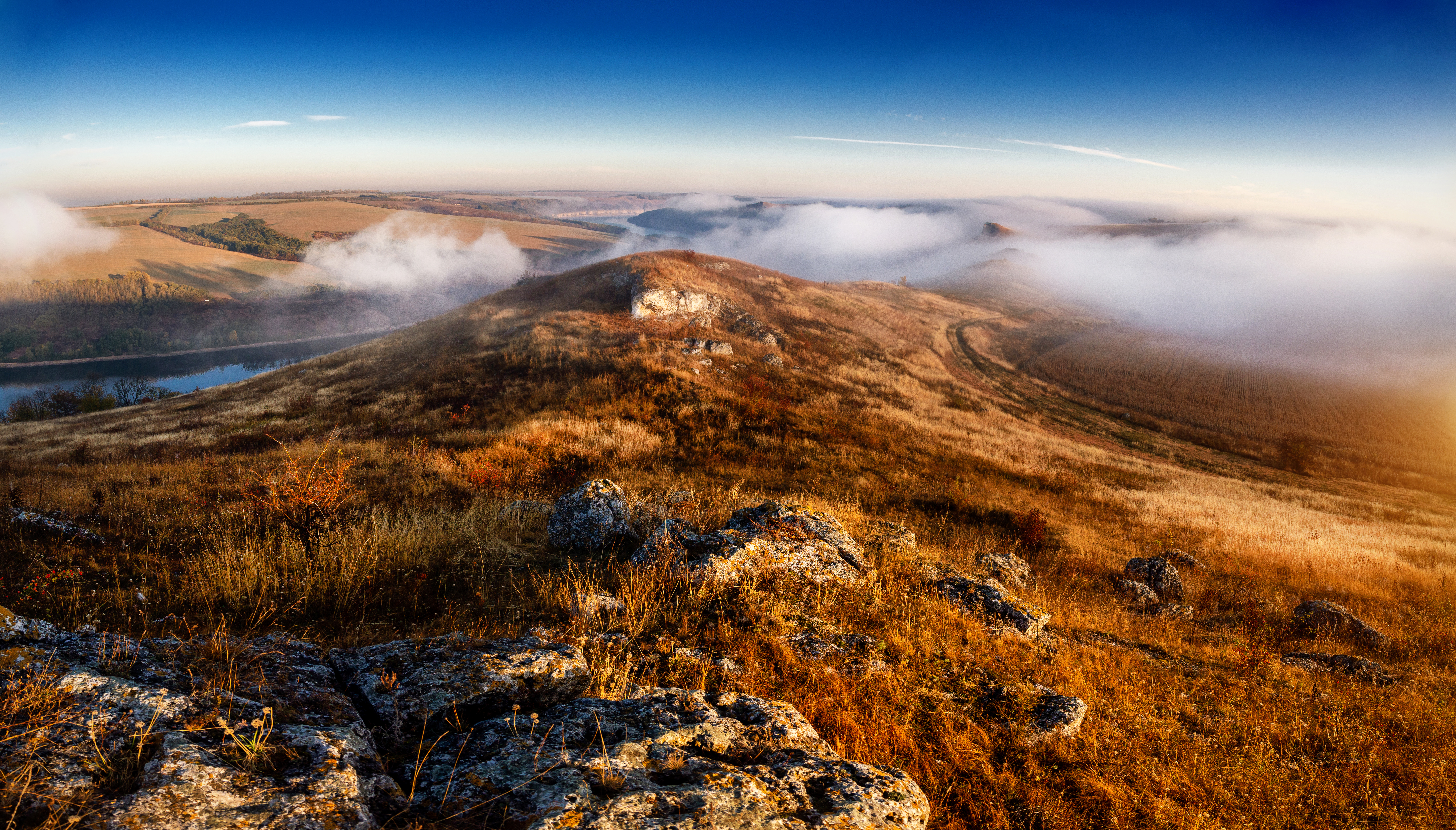
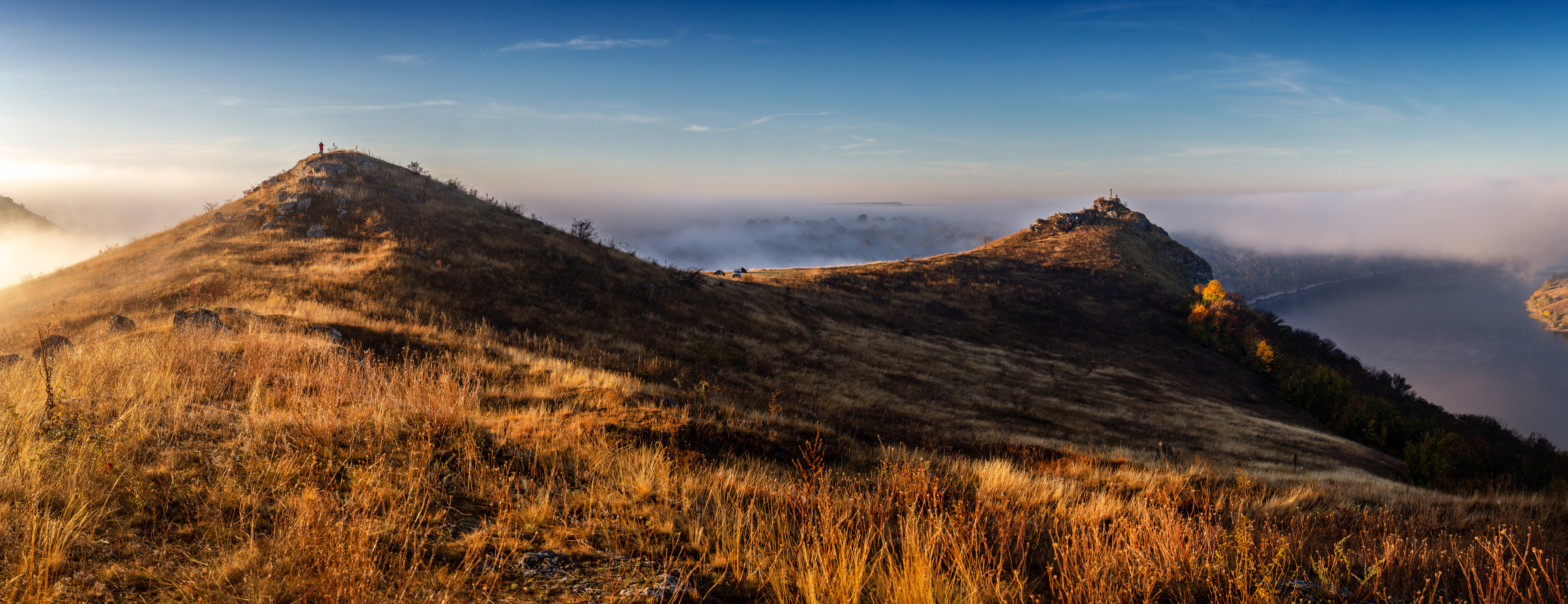
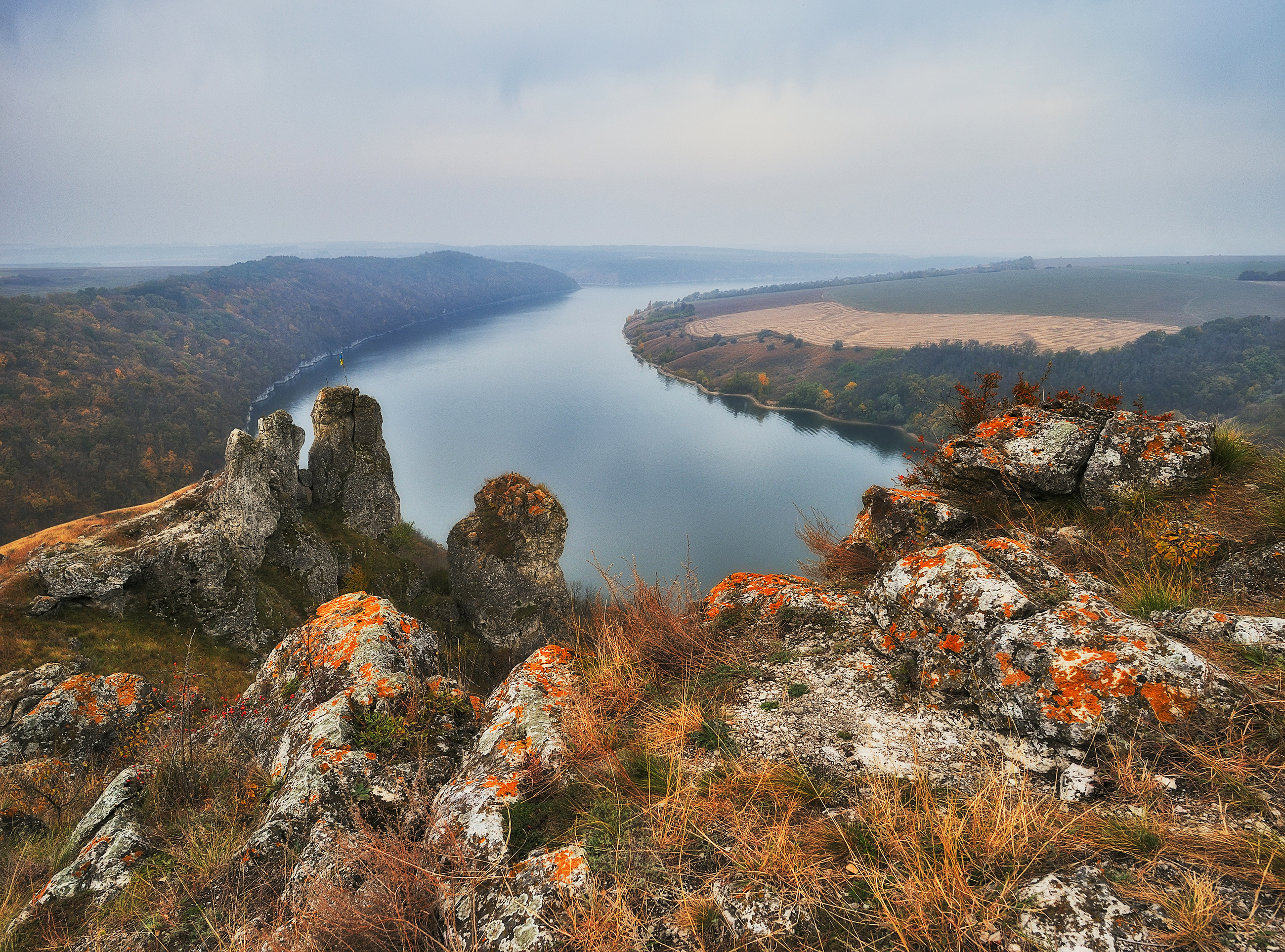
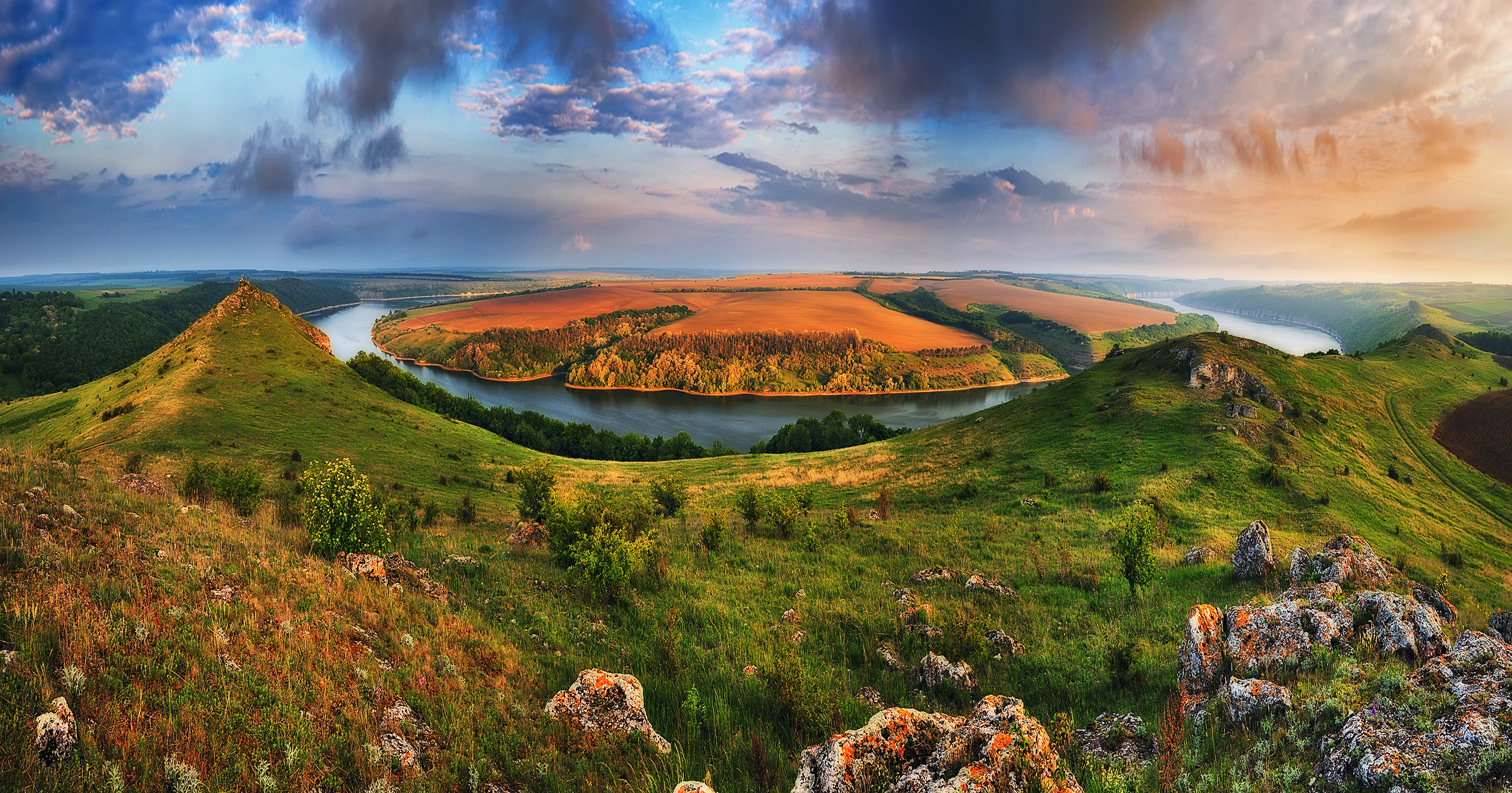
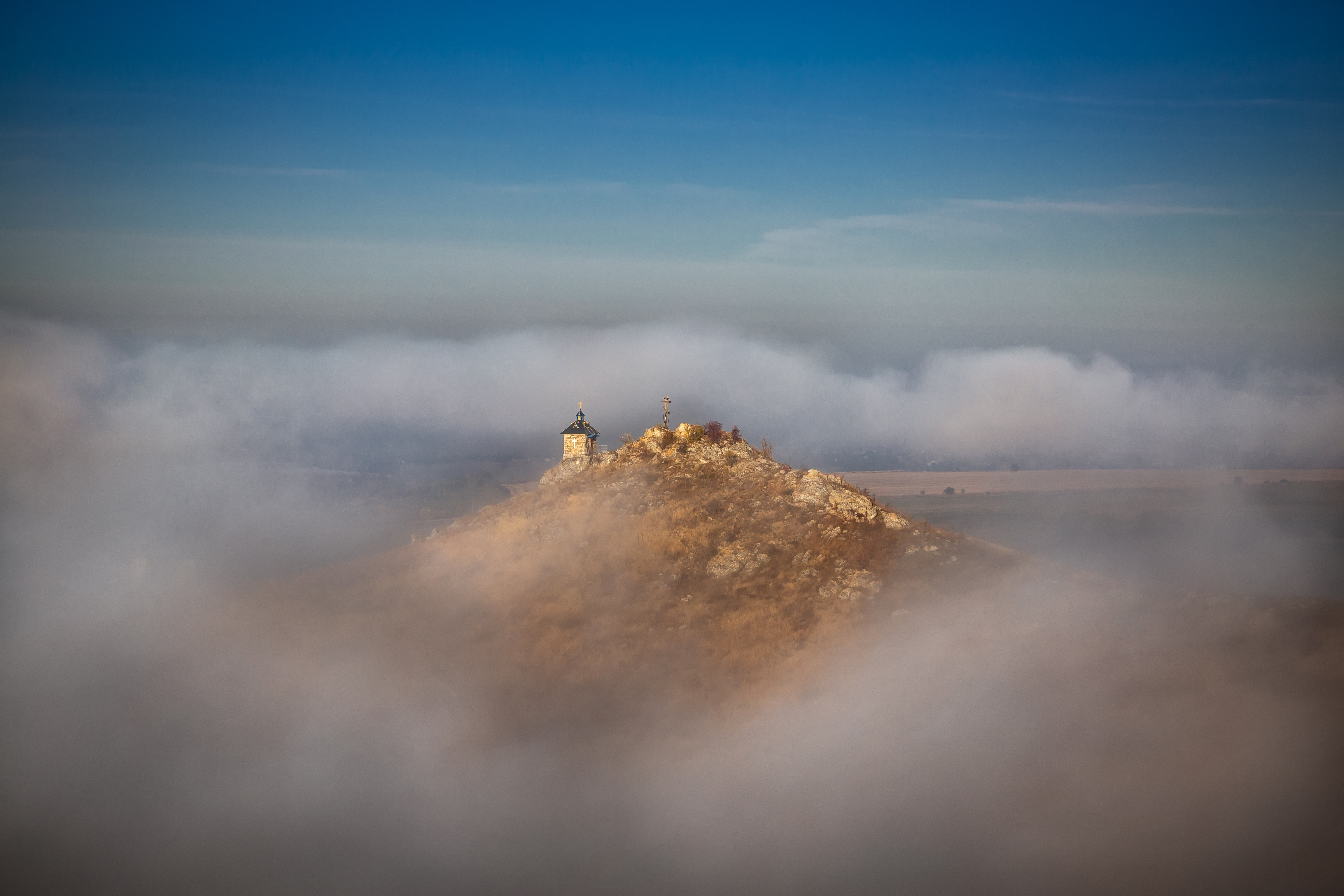
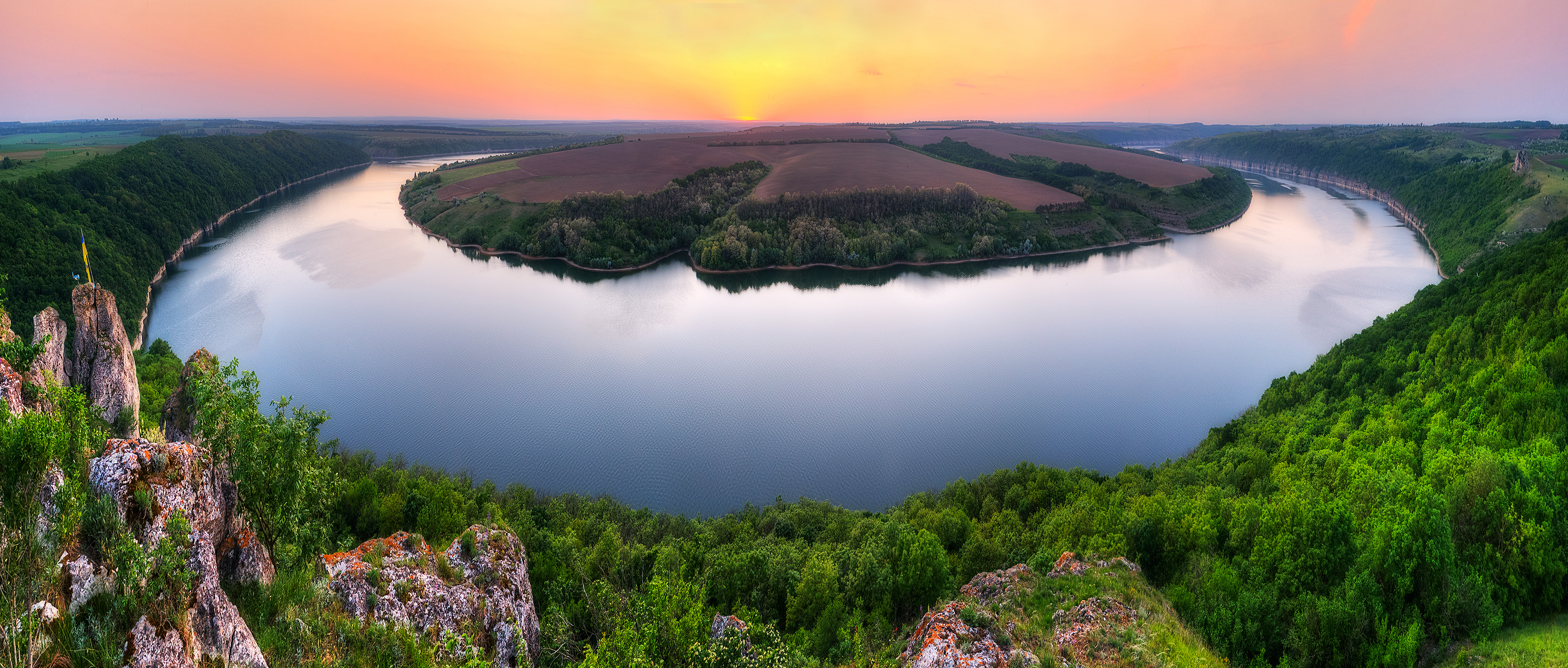
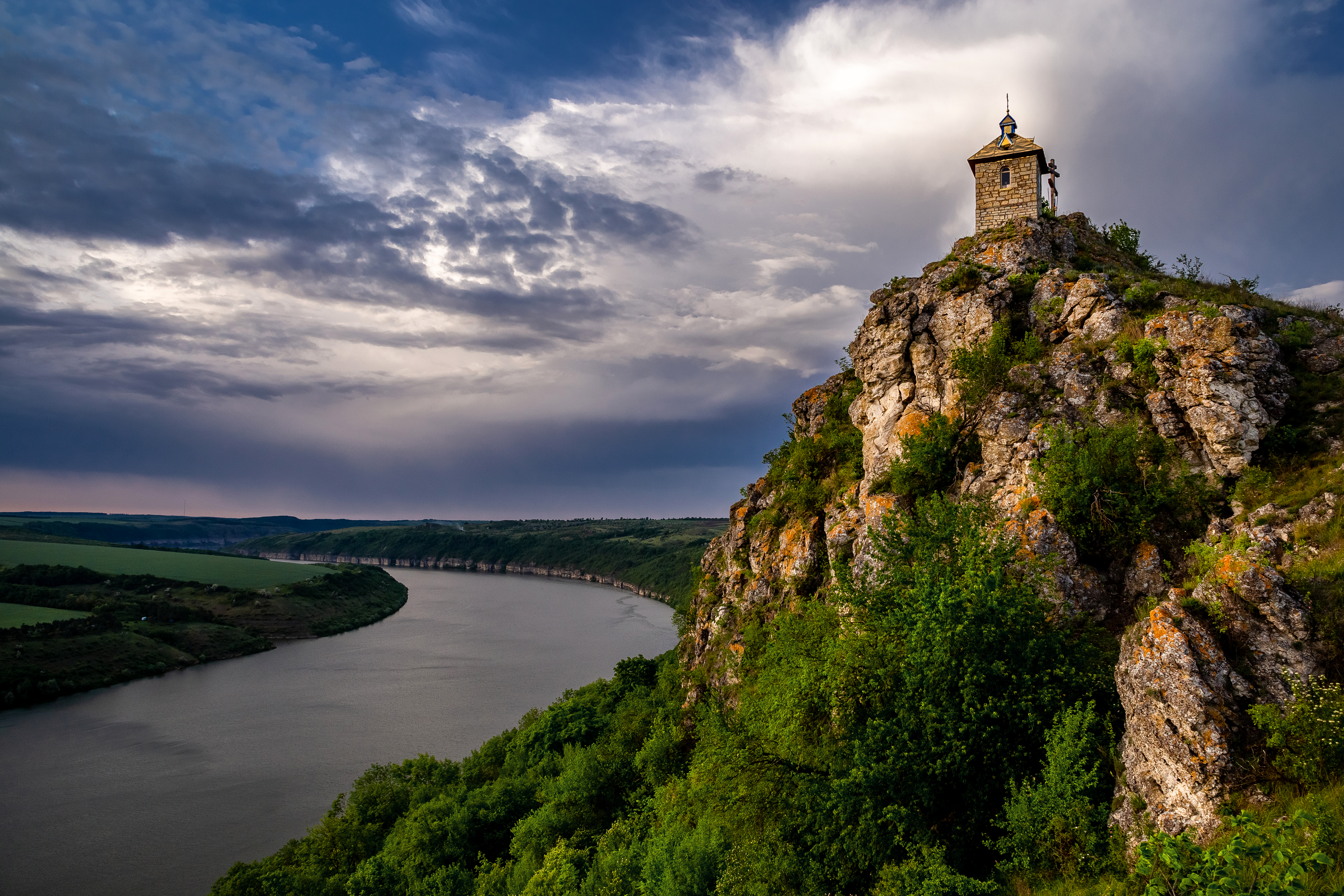
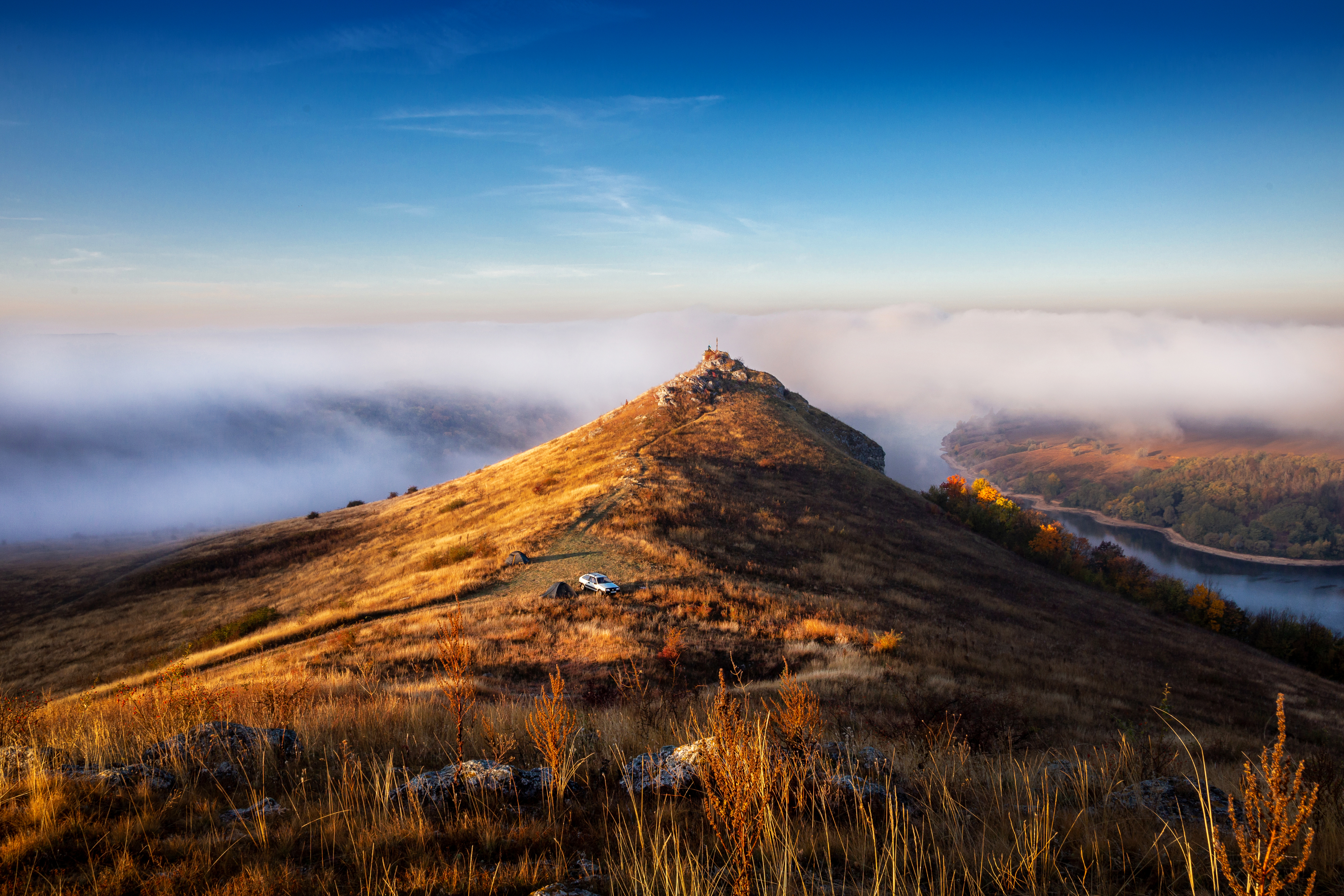